# Fontanés (Erau)
Fontanés (en francès Fontanès) és un municipi occità del Llenguadoc, a la regió d'Occitània], al departament de l'Erau.